# 芒福德 (紐約州)
芒福德（英語：Mumford）是位於美國紐約州門羅縣的非建制地區。

## 歷史
芒福德的郵局自1844年營運至今。

## 地理
芒福德所處的海拔為高於海平面188米（即617英呎），而該地所採用的時區為UTC-5，即北美东部时区（EST）。同時該地設有夏令時間，為UTC-5調快一小時，即UTC-4（EDT）。